# روجر سميث (صحفي)
روجر سميث هو صحفي كندي، ولد في 21 مايو 1951 في سانت كاثرينز في كندا.